# Distretto di Goa Sud
Goa Sud è un distretto dell'India di 589 095 abitanti, che ha come capoluogo Margao.